# Родріго Нестор
Родріго Нестор Берталья (порт. Rodrigo Nestor Bertalia; нар. 9 серпня 2000, Сан-Паулу) — бразильський футболіст, захисник клубу «Сан-Паулу».

## Клубна кар'єра
Вихованець клубу «Сан-Паулу». 3 лютого 2019 року в поєдинку Ліги Пауліста проти «Сан-Бенту» Родріго дебютував за основний склад. 7 листопада 2020 року в матчі проти «Гояса» він дебютував у бразильській Серії A.
10 квітня 2021 року Родріго продовжив свій контракт з клубом до 2024 року і того ж року виграв з командою чемпіонат штату Сан-Паулу.

## Міжнародна кар'єра
У 2017 році у складі юнацької збірної Бразилії Нестор став переможцем юнацького чемпіонату Південної Америки у Чилі. На турнірі він зіграв у 6 матчах. Цей результат дозволив команді того ж року взяти участь у юнацькому чемпіонаті світу в Індії. Там Нестор зіграв у 4 матчах і допоміг команді здобути бронзові нагороди «мундіалю».

## Досягнення
- Чемпіон Південної Америки (U-17): 2017
- Чемпіон штату Сан-Паулу: 2021
- Володар Кубка Бразилії : 2023